# サン＝ローラン＝シュル＝セーヴル
サン＝ローラン＝シュル＝セーヴル （Saint-Laurent-sur-Sèvre）は、フランス、ペイ・ド・ラ・ロワール地域圏、ヴァンデ県のコミューン。

## 地理
コミューンはドゥー＝セーヴル県およびメーヌ＝エ＝ロワール県に接している。ショレ、レ・ゼルビエ、ブレシュイールの3コミューンをつなぐとできる三角形の中にある。コミューン内をセーヴル・ナンテーズ川が流れる。
ヴァンデのボカージュ地方にあるサン＝ローラン＝シュル＝セーヴルは、モンフォール司祭にちなみ別名『ヴァンデの聖者の町』と呼ばれている。年間およそ25,000人が訪れており、1996年にはローマ教皇ヨハネ・パウロ2世も訪問してバシリカ内の彼の墓の前で祈りを捧げた。

## 人口統計
| 1962年 | 1968年 | 1975年 | 1982年 | 1990年 | 1999年 | 2008年 | 2013年 |
| ------ | ------ | ------ | ------ | ------ | ------ | ------ | ------ |
| 2336   | 2545   | 2835   | 3208   | 3247   | 3307   | 3440   | 3573   |

参照元:1962年から1999年までは複数コミューンに住所登録をする者の重複分を除いたもの。それ以降は当該コミューンの人口統計によるもの。1999年までEHESS/Cassini、2004年以降INSEE

### ノート
1. ↑  Réélu en 2008 et 2014.